# Gare de Nirasaki
La gare de Nirasaki (韮崎駅, Nirasaki-eki) est une gare ferroviaire de la ville de Nirasaki, dans la préfecture de Yamanashi au Japon. Elle est exploitée par la compagnie JR East.

## Situation ferroviaire
Nirasaki est située au point kilométrique (PK) 147,0 de la ligne principale Chūō.

## Histoire
La gare a ouvert le 15 décembre 1903.

## Service des voyageurs

### Accueil
La gare dispose d'un bâtiment voyageurs, avec guichets, ouvert tous les jours.

### Desserte
- Ligne principale Chūō :
  - voie 1 : direction Shiojiri, Matsumoto et Nagano
  - voie 2 : direction Kōfu et Shinjuku